# Micropora inexpectata
Micropora inexpectata är en mossdjursart som beskrevs av Moyano 2002. Micropora inexpectata ingår i släktet Micropora och familjen Microporidae. Inga underarter finns listade i Catalogue of Life.